# Andrei Wladimirowitsch Derschawin

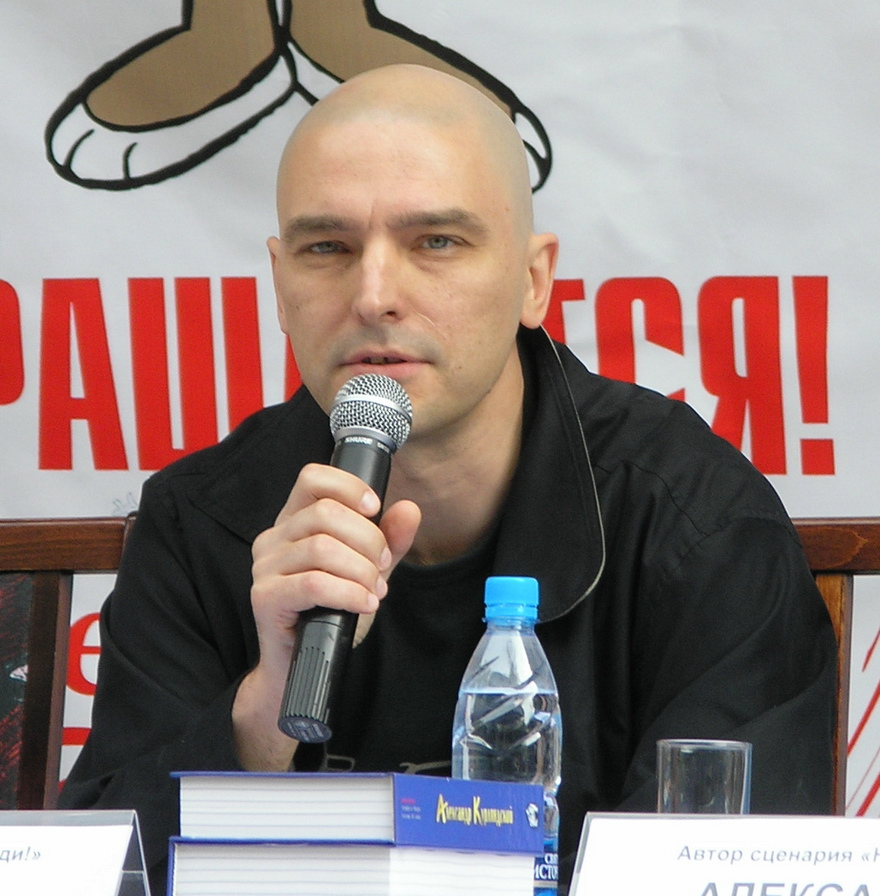
Andrei Wladimirowitsch Derschawin

Andrei Wladimirowitsch Derschawin (russisch Андрей Владимирович Державин; * 20. September 1963 in Uchta, Sowjetunion) ist ein russischer Sänger, Komponist und Frontmann der Gruppe Stalker (russisch Сталкер).

## Biographie
Derschawin wurde 1963 in Uchta geboren, seine Eltern waren Geophysiker. Er lernte Klavier und absolvierte die Musikschule in Uchta. Danach studierte er an der staatlichen technischen Universität in Uchta.
1985 gründete er die Gruppe Stalker. Nach dem Zusammenbruch der Sowjetunion führte er bis Ende 1999 eine Solokarriere.
Im Frühjahr 2019 ging er mit der wiederbelebten Stalker-Gruppe auf seine erste große Tour seit 1999.
Bekannte Stücke von ihm sind u. a. „Ne platsch', Alisa!“ (russisch Не плачь, Алиса! Weine nicht Alisa!) und „Brat Ty Mne“ (russisch Брат Ты Мне Bruder, du zu mir). Seine Musik wurde in der Zeichentrickserie Hase und Wolf (Nu, pogodi!) verwendet.

## Diskografie

### Mit Stalker
- 1986: Звёзды
- 1988: Новости из первых рук
- 1991: Не плачь, Алиса!
- 2019: Песни о Хорошем. Часть 1
- 2019: Песни о Хорошем. Часть 2

### Soloalben
- 1994: Лучшие песни
- 1996: Сам по себе
- 2003: Разное и дорогое
- 2016: Избранное
- 2019: Песни о хорошем

### Singles (Auswahl)
- Чужая свадьба
- Не плачь, Алиса!
- Катя-Катерина
- Брат
- Май